# Попасна II
Попасна ІІ — вантажно-пасажирська залізнична станція Лиманської дирекції Донецької залізниці.
Розташована у місті Попасна, Сіверськодонецький район, Луганської області на лінії Рубіжне — Попасна, поблизу Попаснянського вагоноремонтного заводу, між станціями Попасна (3 км) та Комишуваха (6 км).
Не зважаючи на військову агресію Росії на сході Україні, транспортне сполучення не припинене, щодоби сім пар приміських поїздів здійснюють перевезення за маршрутом Сватове — Попасна.